# 亚洲电视大奖
《亚洲电视大奖》（英語：Asian Television Award），创办于1996年，它的发起者和组织者是新加坡的广播电视周刊《亚洲电视》。经过几年的发展，亚洲电视大奖的奖项内容涉及新闻、专题（包括纪录片）、娱乐性节目、音乐类节目、综艺类节目，甚至细分到戏剧类、电影类、电视剧类以及单项的个人奖，是目前亚洲地区除亚太广播联盟评奖（两年一届）之外，唯一一个奖项最多、一年一度的民间电视评奖活动。

## 獎項

### 節目
- 最佳紀錄片（30分鐘及以下，31分鐘及以上）
- 最佳自然歷史或野生動物節目
- 最佳新聞節目
- 最佳單一新聞故事或報導（10分鐘或以下）
- 最佳新聞或特殊時事
- 最佳時事節目
- 最佳社會服務節目
- 最佳喜劇節目
- 最佳特別娛樂節目
- 最佳娛樂節目
- 最佳影集
- 最佳紀錄劇集
- 最佳實境節目
- 最佳遊戲或猜謎節目
- 最佳音樂節目
- 最佳談話節目
- 最佳實況事件報導
- 最佳兒童節目
- 最佳資訊娛樂節目
- 最佳動畫
- 最佳單元劇節目

### 個人
- 最佳新聞主播
- 最佳實況事件報導主持人
- 最佳娛樂節目主持人
- 最佳男演员（由2009年起，此奖项改为最佳男主角( 戲劇 / 劇情組 )）
- 最佳女演员（由2009年起，此奖项改为最佳女主角( 戲劇 / 劇情組 )）
- 最佳男配角( 戲劇 / 劇情組 )
- 最佳女配角( 戲劇 / 劇情組 )
- 最佳喜剧男女演员（由2008年起，此奖项不设男女，改为最佳喜剧演员）

### 技術及創意
- 最佳攝影
- 最佳導演
- 最佳剪接
- 最佳原著音樂

## 外部連結
- Asian television rewards （页面存档备份，存于）